# Pompa a vuoto

Simbolo comunemente utilizzato per indicare una pompa (o un compressore) a vuoto.

Una pompa per vuoto è un dispositivo meccanico utilizzato per creare e mantenere il vuoto (cioè una condizione di pressione minore della pressione atmosferica); per adempiere tale scopo, la pompa da vuoto asporta il gas contenuto nella camera da vuoto alla quale è collegata la pompa attraverso delle condutture.
In buona sostanza, una pompa a vuoto è un compressore, in quanto porta un fluido in fase gassosa da una pressione più bassa a una più alta. La differenza, nell'accezione comune, sta nel fatto che un compressore lavora a pressione di aspirazione costante, mentre la pompa a vuoto lavora a pressione di aspirazione variabile (decrescente) e a pressione di mandata costante.

## Tipi di pompe per vuoto
Le pompe da vuoto possono essere catalogate in tre categorie principali:
- pompe a spostamento di parete: tali pompe usano un meccanismo per espandere ciclicamente una cavità, permettono al gas di affluire dalla camera da vuoto. Una volta aspirato la cavità viene sigillata, il gas compresso ed espulso verso l'atmosfera. Esempio di tali pompe sono le pompe rotative e le roots.
- pompe a trasferimento di quantità di moto, dette anche pompe molecolari, tali pompe usano getti di fluidi densi ad alta velocità o lame rotanti a elevata velocità in maniera tale da imprimere un grande impulso alle molecole di gas. Esempio di tali dispositivi sono le pompe a diffusione e le pompe turbomolecolari.
- pompe a intrappolamento che catturano i gas residui in un solido o su una superficie assorbente. Esempio sono le pompe criogeniche, a getter e le pompe ioniche.

Le pompe a spostamento di parete sono le pompe più adatte al basso vuoto, mentre le pompe a trasferimento di quantità di moto sono le più utilizzate in serie con pompe a spostamento di parete (spesso a due stadi) per raggiungere l'alto vuoto. In questa configurazione la pompa a spostamento di parete ha due scopi: in primo luogo permette di raggiungere nel recipiente da vuotare il basso vuoto, condizione necessaria per innescare la pompa a trasferimento di quantità di moto (che non può funzionare a partire dalla pressione atmosferica). In secondo luogo la pompa spostamento di parete posta sull'uscita della pompa a trasferimento di quantità di moto asporta le molecole di gas che si accumulano sulla sua uscita. Le pompe a intrappolamento si utilizzano per raggiungere ultra-alto vuoto, ma esse richiedono rigenerazioni periodiche delle superfici che intrappolano le molecole di gas. A causa di tale limitazione sul tempo operativo di funzionamento non sono utilizzate che per ultra alto vuoto.

## Caratteristiche delle pompe per vuoto
- La velocità di pompaggio: è la misura della quantità di gas che la pompa riesce ad aspirare dall'ingresso nell'unità di tempo. Questa grandezza ha le dimensioni del volume diviso il tempo. Le pompe a trasferimento di quantità di moto e a intrappolamento hanno una velocità di aspirazione che dipende dal gas da aspirare e quindi la velocità media dipende dalla composizione del gas residuo nella camera da vuoto.
- Intervallo di pressione di funzionamento: per un certo intervallo di pressioni all'ingresso la pompa ha una velocità di aspirazione costante e massima.
- La portata: è la velocità moltiplicata per la pressione del gas all'ingresso. Se la temperatura è costante valendo nel vuoto l'equazione di stato dei gas perfetti questa grandezza rappresenta la quantità di materia portata via dalla pompa nell'unità di tempo. Se quindi vi è un ingresso di materia o per degassamento delle pareti o per perdite nel sistema da vuoto la situazione di equilibrio dinamico prevede che la portata eguagli l'ingresso di materia.

Per un ampio valore di pressioni la velocità di pompaggio di una pompa è costante, ma al diminuire delle pressione nella camera da vuoto, si ha che il suo contenuto di materia diminuisce, questo comporta che la portata diminuisce molto rapidamente. Contemporaneamente la sublimazione dei materiali, il degassamento delle pareti e gli eventuali buchi continuano a produrre materia che deve essere asportata dalla pompa da vuoto, tali concause determinano il vuoto limite nella camera da vuoto.
Vi sono altre caratteristiche che differenziano i vari tipi di pompe da vuoto quali i materiali che li compongono, la velocità di aspirazione, i residui di olio, l'affidabilità, la tolleranza alla polvere, le vibrazioni, l'intervallo di pressioni in cui operano.

## Elenco delle principali pompe per vuoto

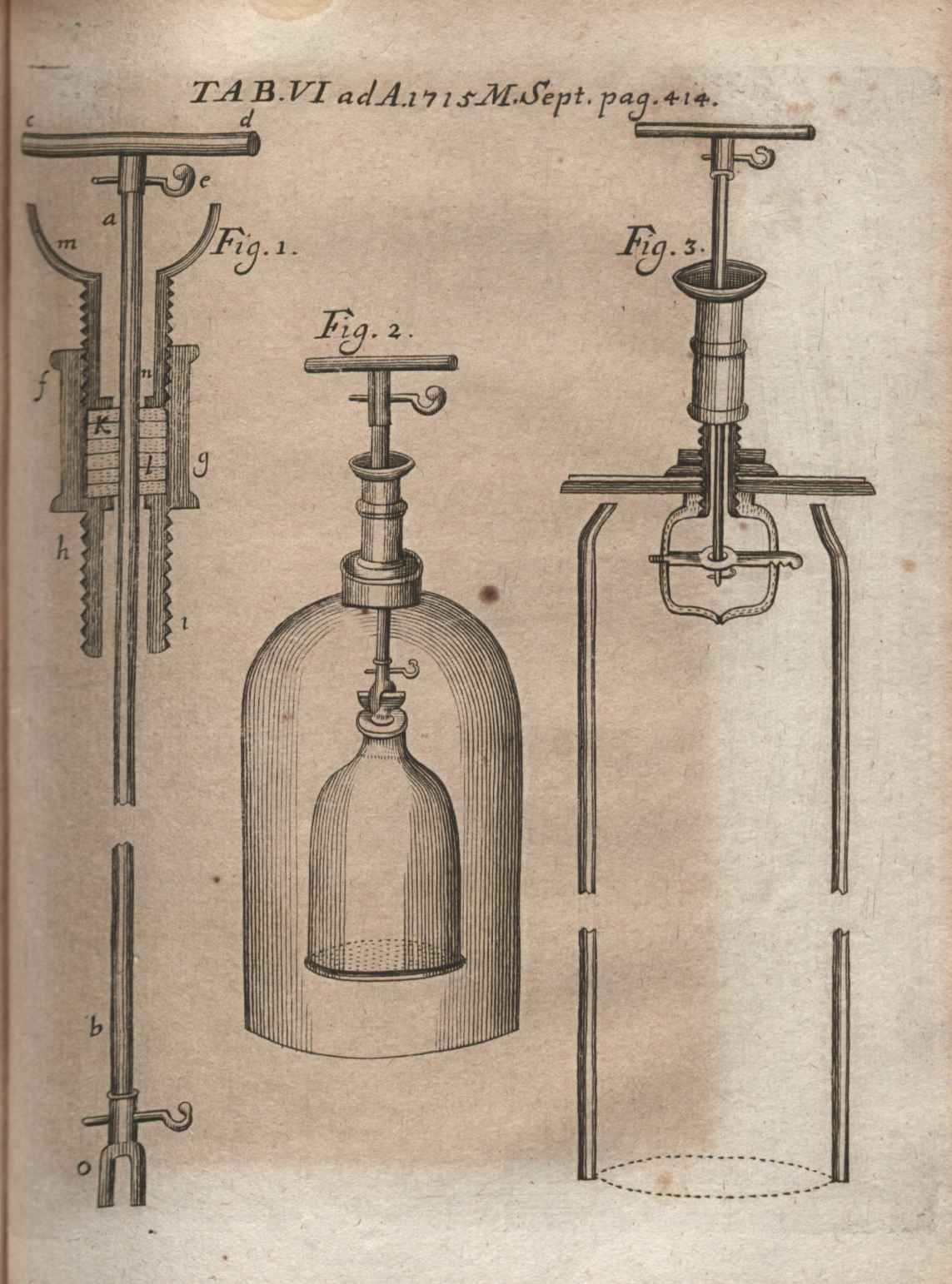
Illustrazione relativa alla recensione su Antliae pneumaticae pubblicata negli Acta Eruditorum del 1715

La distinzione principale da fare sul modo di operare delle pompe dipende dal tipo di regime
(identificato dal numero di Knudsen) se gli urti intramolecolari sono dominanti si è in regime viscoso, mentre se gli urti tra le pareti sono dominanti si è in regime molecolare.
Pompe primarie (regime viscoso)
- Pistone di gomma o di plastica (da 1 a 50 kPa)
- Pompa a vuoto di Venturi (da 10 a 30 kPa)
- Pompa scroll (10 Pa)
- Pompa a diaframmi rotanti con lubrificazione ad olio (0.1 Pa)
- Pompa per vuoto rotativa
- Pompa per vuoto rotativa ad acqua
- Pompa a trasferimento
- Pompa a membrana
- Attraverso ventole
- Pompa ad anello liquido
- Pompa a intrappolamento
- Water jet

Pompe secondarie (regime molecolare)
- Roots
- Pompa a diffusione
- Pompa turbomolecolare
- Pompa criogenica
- Pompa ionica
- Pompa a sublimazione
- Getter

## Usi delle pompe per vuoto
Le pompe da vuoto sono usate in molti processi industriali e scientifici che includono:
- la produzione della maggior parte di lampadine elettriche, valvole termoioniche e tubi catodici
- fabbricazione di semiconduttori
- nel microscopio elettronico
- processi in medicina che richiedono suzione
- nei processi di evaporazione, specie di film sovrapposti.
- in campo automobilistico per creare la depressione necessaria al funzionamento di alcuni tipi di freni
- montaggio di sistemi di condizionamento a gas refrigerante R407 e R410

Inoltre le pompe da vuoto sono anche usate per la mungitura del bestiame.
In laboratorio, specialmente chimico, vengono utilizzate per:
- Degasaggio: rimozione di gas disciolti nei liquidi.
- Concentrazione centrifuga: per far evaporare rapidamente e delicatamente piccoli campioni in uno stato di pellet secco o umido.
- Distillazione: per separare due o più sostanze di una miscela.
- Evaporazione rotante: metodo delicato e a risparmio energetico per la separazione e la purificazione dei liquidi.
- Filtrazione e separazione della fase solida: permette di aspirare in modo più efficace il fluido attraverso il filtro.
- Aspirazione di fluidi.
- Trasferimento di liquidi.
- Essiccazione.
- SPE - Estrazione in fase solida: per la preparazione e la purificazione rapida e selettiva del campione prima dell'analisi cromatografica.
- Per stufe da laboratorio sottovuoto: la pompa a vuoto ridurrà la pressione all'interno della camera della stufa.